# León Errázuriz
León Errázuriz Prieto (Santiago, 23 de julio de 1968) es un director, guionista y productor de cine chileno.

## Biografía
Se graduó primero como ingeniero comercial en la Universidad Católica en 1991 y al año siguiente comenzó a estudiar teatro en el taller de actuación de Fernando González. Después patió a México para estudiar cine en el Centro Universitario de Estudios Cinematográficos de la UNAM (1993-1996). Allí escribió, dirigió y montó diversos cortometrajes  entre los que destacan El bosque y México Connections.
Al año siguiente de regresar a Chile, funda en 1997 una productora, Cine FX, con la que ha coproducido una serie de películas y series de televisión (Paraíso B, de Nicolás Acuña, 2002; Sexo con amor, de Boris Quercia, 2003; Jemeaux, 2003; Huaiquimán y Tolosa, 2006). Se dedica en un principio a comerciales de cine publicitario y videoclips; dirige más de 150 de ellos, obteniendo así una valiosa experiencia y sus primeros galardones: dos ocasiones ganó medalla de oro de la Asociación Chilena de Publicidad (ACHAP).
Su primer largometraje, Mala leche, le trae el reconocimiento internacional: fue seleccionado en más 20 importantes festivales internacionales alrededor del mundo y obtuvo varios premios. La idea original está basada en un cuento sobre la pobreza de Juan Rulfo y en el guion de un cortometraje, La juventud, del propio Errázuriz. Sobre esa película —la historia de dos jóvenes que, por presiones del entorno y por circunstancias específicas, optan por dedicarse a la vida criminal, involucrándose en un negocio de drogas—, ha dicho: “Mi cine muestra el paisaje del 2004, un país real, diferente al que se ve en las postales. La marginalidad enmarca a los personajes. Ellos están atrapados y no salen, están condenados. Es como un viaje al infierno”.
Después ha filmado otros largometrajes (Che Kopete, La Película, El cabrero, Freefall Atacama) y dirigido series televisivas (Peleles, El hombre de tu vida).

## Premios
Festival Internacional de Cine de San Sebastián
| Año  | Categoría                 | Película   | Resultado |
| ---- | ------------------------- | ---------- | --------- |
| 2004 | Premio Horizontes Latinos | Mala leche | Ganador   |

- Asociación chilena de Publicidad  - 1997-2003
- Festival Cinesul Brasil 2005: Mejor película por Mala leche
- La Cinemafe New York 2005: Premio especial del Jurado por Mala leche
- Premios Altazor 2007: Mejor Director de televisión de Ficción por Huaquimán y Tolosa

## Filmografía como director
- 2004 - Mala leche / Largometraje (dirección, guion, producción ejecutiva, montaje)[4]
- 2006 - Huaiquimán y Tolosa Investigadores privados / Serie televisión, comedia policial (canal 13) (director, idea original)
- 2007 - Camera Café Chile / Director Piloto / Serie televisión (4K)
- 2007 - Che Kopete, La Película / Largometraje, comedia picaresca[5]
- 2009 - The Goatherd (El cabrero) / Largometraje de horror (dirección, guion, montaje[6])
- 2010 - Carta de Consuelo / Serie de televisión (Chilevisión)
- 2010 - Freefall Atacama / largometraje (dirección, guion, montaje)[7]
- 2011 - Peleles / telenovela nocturna (Canal 13)
- 2013 - El hombre de tu vida / telenovela nocturna (Canal 13), adaptación chilena de la exitosa serie argentina homónima
- 2014 - Príncipes de barrio / Serie de televisión  (Canal 13)
- 2020 - Los Carcamales / Serie de televisión  (Canal 13)